# الطريق الوطنية رقم 5 (تونس)
الطريق الوطنية رقم 5 أو ط و5 طريق رئيسية تونسية تصل بين مدينة تونس والحدود التونسية الجزائرية قرب مدينة ساقية سيدي يوسف، وهي تمرّ بالمدن التالية على التوالي:
- مدينة تونس،
- برج العامري،
- مجاز الباب،
- تستور،
- تبرسق،
- دقة،
- الكريب،
- الكاف،
- ساقية سيدي يوسف.